# Alsodes vanzolinii
Alsodes vanzolinii е вид земноводно от семейство Cycloramphidae. Видът е критично застрашен от изчезване.

## Разпространение
Разпространен е в Чили.

## Описание
Популацията им е намаляваща.